# 小行星1527
小行星1527（1527 Malmquista）是一颗围绕太阳公转的小行星。1939年10月18日，爾約·維薩拉在图尔库发现了此天体。
該小行星以瑞典天文學家貢納爾·馬爾姆奎斯特命名。
这颗小行星的绝对星等为304.41950等。